# Torezk
Torezk (ukrainisch Торецьк; russisch Торецк Torezk), bis 2016 Dserschynsk (ukrainisch Дзержинськ; russisch Дзержинск Dserschinsk), bis 1938 Schtscherbyniwka (ukrainisch Щербинівка; russisch Щербиновка Schtscherbinowka), ist eine Stadt von regionaler Bedeutung im Osten der Ukraine mit 42 Einwohnern (2025).
Die Stadt liegt im Donezbecken in der Oblast Donezk 50 km nördlich zum Oblastzentrum Donezk.

## Geschichte
Im Jahre 1806 als Schtscherbinowka (vom Russischen: Щербиновка) bzw. Schtscherbyniwka (ukrainisch Щербинівка) gegründet, hieß Torezk ab 1938 Dserschynsk und hatte den Status einer Stadt. Der Name Dserschynsk leitet sich vom bolschewikischen Berufsrevolutionär und Gründer der sowjetischen Geheimpolizei Tscheka Feliks Dzierżyński (1877–1926) ab.
Die Stadt war vom 28. Oktober 1941 bis zum 5. September 1943 von Truppen der deutschen Wehrmacht besetzt.
Seit den 1990er-Jahren schrumpfte die wirtschaftliche Bedeutung der Region mit dem kollabierenden Kohlebergbau.
Nach Beginn des Donbaskriegs im Jahr 2014 kamen viele Flüchtlinge von der Krim und aus den Kampfgebieten hierher. Viele Menschen wanderten jedoch ab. Von ehemals 43.000 Einwohnern im Jahr 2001 sank die Zahl bis Anfang 2022 auf etwa 31.000. Bei der Befreiung der Stadt war das 34. Territorialverteidigungs-Bataillon der 57. Motorisierten Schützenbrigade beteiligt. Der Krieg hatte den wirtschaftlichen Zerfall beschleunigt. Aufgrund der Entkommunisierungsgesetze musste die Stadt umbenannt werden. Der Stadtrat sprach sich für den Namen Torezk aus. Diesem Antrag wurde gefolgt und die Stadt mit Wirkung vom 4. Februar 2016 von ehemals Dserschynsk (ukrainisch Дзержинськ) umbenannt.
Erst mit der groß angelegten russischen Invasion in der Ukraine, die am 24. Februar 2022 begann, brach der Konflikt wieder direkt in Torezk aus, als russische Streitkräfte in Richtung der Stadt marschierten, sie bombardierten und dabei Zivilisten trafen. Die Hälfte der 32.000 Einwohner der Vorkriegszeit war bis April 2022 aus der Stadt geflohen, und die dort gebliebenen waren verarmt. Stand 2023 glich Torezk einer Geisterstadt, da dort im Jahr 2022 die Wasser- und Gasversorgung zusammenbrach. Es gibt keinen unbeschädigten Wohnblock und seit Juli 2023, als wegen russischer Luftangriffe der lokale Markt dauerhaft geschlossen wurde, kein öffentliches Leben.
Bis Anfang Juli 2024, als in Torezk eine Evakuierung derer stattfand, die darauf einwilligten, hatte sich die Zivilbevölkerung auf 5000 reduziert. Die Evakuierung fand vor dem Hintergrund eines verstärkten russischen Beschusses der Stadt statt.
Am 8. Oktober 2024 meldeten die ukrainischen Streitkräfte, dass russische Streitkräfte in Außenbezirke von Torezk vorgedrungen sind. Am 11. Oktober 2024 meldete die städtische Militärverwaltung, dass russische Einheiten bis zur Hälfte des Stadtgebietes kontrollierten. Am 6. Februar 2025 meldete das russische Verteidigungsministerium, die Stadt komplett zu kontrollieren. Die ukrainische Regierung bestätigte den Verlust der Stadt nicht, im Morgenbericht des Generalstabs war von gut einem Dutzend russischer Attacken im Raum Torezk die Rede. Laut Institute for the Study of War hatten die russischen Streitkräfte Torezk zum 8. August 2025 vollständig eingenommen.

## Verwaltungsgliederung
Am 12. Juni 2020 wurde die Stadt zum Zentrum der neugegründeten Stadtgemeinde Torezk (Торецька міська громада/Torezka miska hromada). Zu dieser zählen auch die Stadt Salisne, die sieben Siedlungen städtischen Typs Kurdjumiwka, Nelipiwka, Nju-Jork, Petriwka, Piwdenne, Piwnitschne und Schtscherbyniwka, die 2 Dörfer Jurjiwka, Leonidiwka sowie die 8 Ansiedlungen Datschne, Druschba, Dylijiwka, Krymske, Osarjaniwka, Schumy, Sucha Balka und Walentyniwka, bis dahin bildete sie die gleichnamige Stadtratsgemeinde Torezk (Торецька міська рада/Torezka miska rada) im Süden des Rajons Bachmut.
Die Stadtratsgemeinde gliederte sich in die Stadt Torezk mit der Siedlung Krymske (ukr. Кримське)
sowie die Siedlungsratsgemeinden:
- Salisne mit:
  - Salisne (Stadt, bis 2016 Artemowe/Артемове[17])
  - Piwdenne (Siedlung städtischen Typs, bis 2016 Leninske/Ленінське[18])
- Piwnitschne mit:
  - Piwnitschne (Siedlung städtischen Typs, bis 2016 Kirowe/Кірове[19])
  - Kurdjumiwka (Siedlung städtischen Typs)
  - Datschne (Siedlung, ukr. Дачне, bis 2016 Horkoho/Горького[20])
  - Dylijiwka (Siedlung, ukr. Диліївка)
  - Druschba (Siedlung, ukr. Дружба)
  - Osarjaniwka (Siedlung, ukr. Озарянівка, bis 2016 Persche Trawnja/Перше Травня[21])
  - Schumy (Siedlung, ukr. Шуми)
- Nowhorodske mit:
  - Nowhorodske (Siedlung städtischen Typs)
  - Nelipiwka (Siedlung städtischen Typs)
  - Leonidiwka (Dorf, ukr. Леонідівка)
  - Jurjiwka (Dorf, ukr. Юр'ївка)
  - Walentyniwka (Siedlung, ukr. Валентинівка)
  - Sucha Balka (Siedlung, ukr. Суха Балка)
- Schtscherbyniwka mit:
  - Schtscherbyniwka (Siedlung städtischen Typs)
  - Petriwka (Siedlung städtischen Typs)

Folgende Orte sind neben dem Hauptort Torezk Teil der Gemeinde:
| Name                     | Name         | Name                          |
| ukrainisch transkribiert | ukrainisch   | russisch                      |
| ------------------------ | ------------ | ----------------------------- |
| Datschne                 | Дачне        | Дачное (Datschnoje)           |
| Dylijiwka                | Диліївка     | Дылеевка (Dylejewka)          |
| Druschba                 | Дружба       | Дружба                        |
| Jurjiwka                 | Юр'ївка      | Юрьевка (Jurjewka)            |
| Krymske                  | Кримське     | Крымское (Krymskoje)          |
| Kurdjumiwka              | Курдюмівка   | Курдюмовка (Kurdjumowka)      |
| Leonidiwka               | Леонідівка   | Леонидовка (Leonidowka)       |
| Nelipiwka                | Неліпівка    | Нелеповка (Nelepowka)         |
| Nju-Jork                 | Нью-Йорк     | Нью-Йорк (Nju-Jork)           |
| Osarjaniwka              | Озарянівка   | Озаряновка (Osarjanowka)      |
| Petriwka                 | Петрівка     | Петровка (Petrowka)           |
| Piwdenne                 | Південне     | Пивденное (Piwdennoje)        |
| Piwnitschne              | Північне     | Пивничное (Piwnitschnoje)     |
| Salisne                  | Залізне      | Зализное (Salisnoje)          |
| Schtscherbyniwka         | Щербинівка   | Щербиновка (Schtscherbinowka) |
| Schumy                   | Шуми         | Шумы                          |
| Sucha Balka              | Суха Балка   | Сухая Балка (Suchaja Balka)   |
| Walentyniwka             | Валентинівка | Валентиновка (Walentinowka)   |

## Bevölkerung
Die ukrainische Sprache wird laut der Volkszählung von 2001 von 21,29 % der Bevölkerung verwendet, die russische Sprache von 78,23 %. Die Bevölkerung der Stadt bestand zu diesem Zeitpunkt aus 60,5 % Ukrainern, 36,4 % Russen, 1 % Weißrussen, 0,8 % Tataren, 0,3 % Roma und zu einem Prozent aus weiteren 63 Volksgruppen.
Hatte die Stadt im Jahre 2001 noch 43.371 und die Stadtgemeinde 87.024 Einwohner, hat sie heute nur noch 35.595 bzw. die Stadtgemeinde 73.537 Einwohner. Damit gehört der Bevölkerungsrückgang in Torezk zu den höchsten in der Ukraine. Während die Geburtenrate 6,6 pro 1000 Personen beträgt, liegt die Sterblichkeitsrate bei 18,8. Somit liegt der natürliche Bevölkerungsverlust bei 12,2. Auch der Wanderungssaldo ist negativ (−8,2 je 1000).
| 1923  | 1926   | 1939   | 1959   | 1970   | 1979   | 1989   | 2001   | 2005   | 2013   |
| ----- | ------ | ------ | ------ | ------ | ------ | ------ | ------ | ------ | ------ |
| 6.320 | 12.806 | 31.750 | 44.835 | 46.818 | 44.502 | 50.538 | 43.371 | 40.359 | 33.864 |

Quelle:

## Kohlewirtschaft

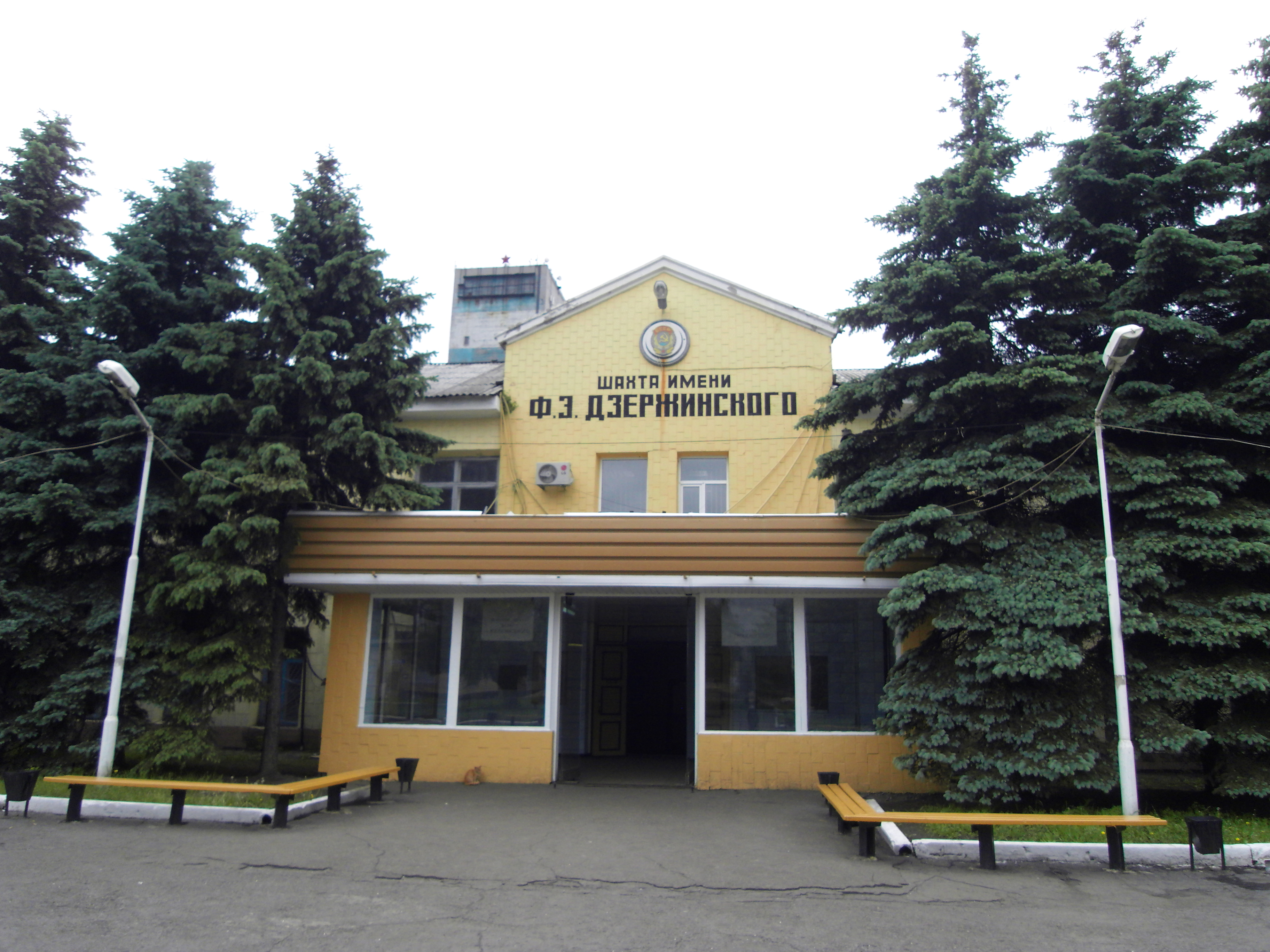
Das seit 1860 bestehende und damit älteste Bergwerk der Stadt

Wie bei den meisten Städten im Donbas spielte der Kohlebergbau in der Wirtschaft der Stadt eine führende Rolle.
Viele Bergwerke in der ganzen Region wurden jedoch ab 1990 geschlossen, wobei die Grubenwasser weiterhin behandelt werden mussten.
Während des Krieges in der Ukraine ab 2014 kamen diese Unterhaltsarbeiten oft zum Erliegen. Das Wasser der nicht mehr kontrollierten Gruben überforderte auch die noch betriebenen Gruben. Neben der Gefährdung des dortigen Trinkwassers bedeutete dies auch eine Verschmutzung des nahen Krywyj Torez.
Anfang 2022 waren noch zwei Kohlebergwerke in Betrieb.

## Persönlichkeiten
- Nikolai Ryschkow (1929–2024), sowjetischer Politiker
- Wiktor Hratschow (* 1956), Fußballspieler
- Mykola Kosizyn (* 1956), Geschäftsmann und Rebellenkommandant
- Tetjana Lasarewa (* 1981), Ringerin